# Antena de Oro 2000
La XXVIII Edició dels Premis Antena de Oro, entregats el 8 de juliol de 2000 al Palau de Congressos d'Estepona encara que corresponents a 1999 foren els següents:

## Televisió
- Àngels Barceló, per Informativos Telecinco.
- José Manuel Parada per Cine de barrio.
- Constantino Romero García.
- Antena 3 Noticias.
- Andalucía directo
- El día después (Canal+)

## Ràdio
- Ángel Álvarez per Vuelo 605.
- Nieves Herrero.
- Serveis informatius d'Onda Cero.
- La rebotica, d'Enrique Beotas López.
- Iñaki Gabilondo, per Hoy por hoy.
- Manuel Martín Ferrand.
- Agropopular, de la Cope.
- Onda Rambla.

## Extraordinaris
- Amena
- Diario 16
- Paradores de España